# Gia đình nhà Crews
Gia đình nhà Crews là một chương trình truyền hình thực tế kể về cuộc sống của diễn viên Terry Crews, vợ Rebecca, và gia đình của họ. Chương trình được phát sóng trên BET vào lúc 9 giờ tối Chủ Nhật,ngày 21 tháng 2 năm 2010.Chương trình phát sóng mùa thứ hai vào ngày 6 tháng 3 năm 2011